# Trương Văn Bền
Trương Văn Bền (1883 – 1959) là một thương gia người Việt gốc Hoa. Tên tuổi của ông gắn liền với thương hiệu xà bông Cô Ba quen thuộc với mọi tầng lớp xã hội Việt Nam suốt nhiều thập niên thế kỷ 20.

## Tiểu sử
Tổ tiên Trương Văn Bền gốc ở Phúc Châu, Phúc Kiến, Trung Quốc. Thủy tổ là cụ Trương Thuận Tri, một thuộc cấp của tướng quân Dương Ngạn Địch. Dương Ngạn Địch và một viên tướng nhà Minh khác là Trần Thượng Xuyên dẫn theo một đoàn quân gồm binh sĩ cùng gia đình từ Quảng Đông lánh nạn nhà Thanh đến Việt Nam vào thế kỷ 17, Trương Thuận Tri ở trong đoàn người này.
Ban đầu, Trương Thuận Tri ở Mỹ Tho, nhưng sau đó dời về vùng Chợ Lớn ngày nay. Một người cháu của Trương Thuận Tri là Trương Quốc Thái được nhà Nguyễn bổ chức huyện thừa ở Rạch Giá.
Sau ngày Pháp chiếm 6 tỉnh Nam kỳ, Trương Quốc Thái được vua Tự Đức phong làm Phủ doãn Bình Thuận. Về sau khi Trương Quốc Thái mất, con là Trương Quang Thanh trở về miền Nam, buôn bán tại Chợ Lớn, sinh được 8 trai và 1 gái (Trương Văn Bền là một trong tám con trai). Trương Quang Thanh mất năm 1905.

### Lập nghiệp
Trương Văn Bền sinh năm 1883 tại Chợ Lớn. Do gia đình khá giả và có học thức, Trương Văn Bền được hưởng nền giáo dục Hán học pha trộn với giáo dục Pháp phổ biến thời bấy giờ. Từ năm 1896, ông bắt đầu học ở các trường Pháp École Municipale de Cholon, Collège de My Tho, Lycée Chasseloup-Laubat. Năm 1889, chính quyền thuộc địa Pháp tổ chức lần đầu tiên kỳ thi cao đẳng tiểu học (Brevet élémentaire), Trương Văn Bền ghi tên, thi đậu và được bổ nhiệm làm ký lục.
Năm 1901, Trương Văn Bền thôi làm công chức, trở lại với nghề buôn bán của cha. Lúc đầu ông bán đậu phộng, đậu xanh, đường... trong một cửa tiệm nhỏ tọa lạc ở số 40 rue du Cambodge, Chợ Lớn. Công việc làm ăn dần mở rộng, ông mua các loại hàng sỉ từ các thương gia người Hoa rồi bán lại cho các tiệm bán lẻ ở Chợ Lớn.
Năm 1905, Trương Văn bền mở xưởng sản xuất và tinh luyện dầu ở Thủ Đức. Ông dùng máy ép bằng hơi làm ở Mỹ, mua từ Pháp. Một năm sau, ông mở một nhà máy xay gạo ở Chợ Lớn và một ở Rạch Các. Ông cũng có một khách sạn và một tiệm mỹ phẩm ở Chợ Lớn. Tuy vậy các cơ sở này không thành công bằng cơ sở sản xuất dầu của ông ở Thủ Đức.
Năm 1918, ông mở thêm một cơ sở sản xuất dầu nữa ở Chợ Lớn, mang tên Huilerie de Cholon. Xưởng này sản xuất đủ loại dầu từ dấu nấu ăn, dầu salat, đến dầu dừa, dầu thầu dầu, dầu cao su và các loại dầu dùng trong kỹ nghệ.
Trong ký sự Một tháng ở Nam Kỳ viết năm 1918, nhà báo Phạm Quỳnh có nhắc đến Trương Văn Bền: "Ông Trương Văn Bền là một nhà công nghiệp to ở Chợ Lớn, năm trước cũng có ra xem hội chợ ở Hà Nội, đem xe hơi ra đón các phái viên Bắc Kỳ về xem nhà máy dầu và nhà máy gạo của ông Chợ Lớn. Xem qua cái công cuộc ông gây dựng lên, đã to tát như thế mà chúng tôi thấy hứng khởi trong lòng, mong mỏi cho đồng bào ta ngày một nhiều người như ông, ngõ hầu chiếm được phần to trong trường kinh tế nước nhà và thoát ly được cái ách người Tàu về đường công nghệ thương nghiệp".

### Thương trường

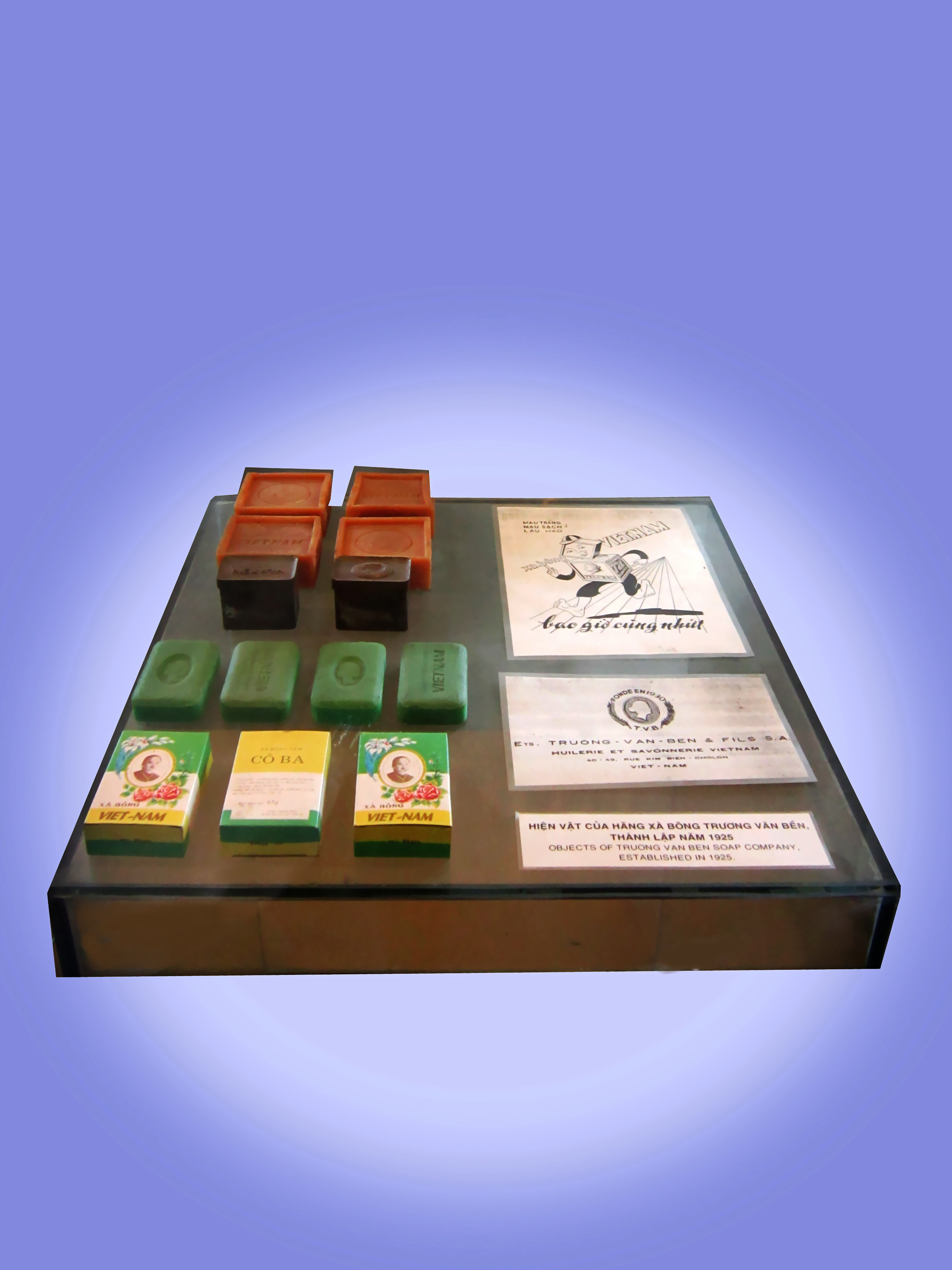
Kỷ vật xà bông Cô Ba tại Bảo tàng Thành phố Hồ Chí Minh.

Nhờ những thành công trên thương trường, Trương Văn Bền bắt đầu được biết đến như một doanh nhân người Việt Nam hàng đầu thời bấy giờ và được mời tham dự vào các hoạt động của đời sống kinh tế xã hội sôi nổi, mà ông tham gia rất tích cực. Ông được bầu làm hội viên Hội đồng Quản hạt Nam Kỳ (Conseil Colonial) vào năm 1920, năm 1924 là nghị viên Phòng Thương mại (Chambre de Commerce) năm 1924.
Năm 1932, ông là người Việt Nam đầu tiên được bầu làm phó chủ tịch Phòng Thương mại và giữ chức này cho đến năm 1941. Ngoài ra ông còn là nghị viên Phòng Canh nông (Chambre d’ Agriculture, 1922), thành viên của hội đồng giám đốc quản trị (board of directors) của Thương cảng Saigon (Port Commerce de Saigon) và ứng viên Hội đồng Quản trị Sở Lúa gạo Đông Dương từ năm 1924. Trong thập niên 1920, ông nhảy vào lãnh vực canh nông. Lúc đầu ông mua 300 mẫu ruộng ở Mỹ Tho. Vài năm sau đó, năm 1925, ông cùng một số người khác thành lập Công ty canh nông Tháp Mười (Société Rizicolte du Tháp Mười). Công ty có hơn 10.000 mẫu và tạo công ăn việc làm cho hàng ngàn nhân sự ở miền Tây Nam bộ. Ông làm tổng giám đốc và là thành viên của hội đồng quản trị công ty. Ông giữ chức vụ tổng giám đốc cho đến năm 1931. Trương Văn Bền cũng là hội viên của hội đồng quản trị Sở lúa gạo Đông Dương khi sở này được thành lập năm 1924, chủ tịch Liên hiệp canh nông (Union d’Agriculture), chủ tịch nhà băng Tín dụng Canh nông Chợ Lớn (Caisse de Crédit Agricole du Cholon) năm 1932, phó chủ tịch Phòng Canh nông (Chambre d’ Agriculture) trong thời gian 1932 - 1941 và là thành viên của Hội đồng sản xuất kỹ nghệ Đông Dương (Conseil de production industriel d’ Indochine) khi được thành lập vào năm 1941. Ông thành lập năm 1941 hai nhà máy xay lúa sản xuất hơn 100 tấn gạo mỗi ngày.
Trong đời kinh doanh, ông Trương Văn Bền đã gây dựng được một tài sản lớn. Theo bảng lượng giá để đánh thuế của Phủ toàn quyền Đông Dương ở Hà Nội, thì năm 1941, ông Trương Văn Bền phải đóng cho chính phủ một số tiền lên tới 107.000 đồng (giá vàng khi đó khoảng 60 đồng/lượng). Ngoài lúa gạo, Trương Văn Bền nhận thấy nhiều tiềm năng cho các sản phẩm canh nông khác ở miền Nam như dừa. Từ năm 1928, khi ông thành lập xưởng chế dầu ở Chợ Lớn sản xuất các loại dầu ăn và dầu công nghiệp và bắt đầu từ năm 1932, ông mở thêm nhà máy làm xà bông từ dầu nông sản. Vào thời gian này, hầu hết xà bông dùng trong nước cũng như ở Đông Dương là nhập cảng từ Pháp. Chỉ có một số ít xà bông làm từ các xưởng nhỏ thủ công ở Chợ Lớn chất lượng kém nên sản xuất giới hạn, không thể cạnh tranh với xà bông nhập từ Marseille, Pháp. Hãng xà bông của ông nằm trên đường Rue de Cambodge. Doanh nghiệp của ông là Công ty Trương Văn Bền và các con - Dầu và Xà bông Việt Nam (Truong Van Ben & fils - Huilerie et Savonnerie Vietnam). Xưởng dầu của ông ở Chợ Lớn mỗi tháng sản xuất khoảng 1.500 tấn dầu dừa và hãng xà bông Trương Văn Bền sản xuất khoảng 600 tấn xà bông và 10 tấn glycerine trong năm 1943. Vào thời kỳ khó khăn ở nhiều nước do chiến tranh, Công ty Trương Văn Bền và các con là công ty quan trọng nhất sản xuất dầu và xà bông trên toàn cõi Đông Dương. Việc tiếp thị sản phẩm trên thị trường cạnh tranh lúc đầu và về sau, Trương Văn Bền là một trong những doanh nhân Việt Nam đầu tiên kêu gọi sử dụng hàng nội. Trên báo chí ở Việt Nam từ khi xà bông nội địa của hãng Trương Văn Bền được sản xuất vào năm 1932: trong mục quảng cáo, hãng Xà bông Trương Văn Bền thường đăng: "Người Việt Nam nên xài xà bông Việt Nam".
| “                       | Tôi phải làm quảng cáo dữ lắm cho thương hiệu xà bông Cô Ba. Một mặt phải kiếm thế ép mấy hàng tạp hóa mua xà-bông Việt Nam về bán, vì tiệm tạp hóa hầu hết của khách trú, chúng xấu bụng không mấy khi chịu mua đồ của người Việt Nam chế tạo về bán, chỉ trừ khi nào món đồ ấy đã được thông dụng đem cho chúng một mối lợi hàng ngày thì chúng mới chịu mua. Tôi bèn huy động một tốp người cứ lần lượt hàng ngày đi hết các tiệm tạp hóa hỏi có xà bông Cô Ba bán không ? Hễ có thì mua một, hai xu, bằng không thì đi chỗ khác, trước khi bước chân ra khỏi tiệm nói với lại một câu: “Sao không buôn xà bông Việt Nam về bán ? Thứ đó tốt hơn xà bông khác nhiều”. Hết người này tới người khác rồi chủ tiệm cũng phải để ý lấy làm lạ, phải hỏi lại chỗ bán xà bông Việt Nam, cho người mua thử về bán. Tôi còn tổ chức những tốp quảng bá thương hiệu. Tốp thì ôm đờn ca vọng cổ tán dương tính chất của xà bông của hãng mình, tốp thì đi đánh võ rao hàng, rồi đá banh tôi cũng cho mặc áo thêu thương hiệu xà bông của hãng. Nói tóm lại tôi không bỏ lỡ một dịp nào mà không làm quảng cáo, nên xà bông Việt Nam bán chạy lắm | ” |
| — Hồi ký Trương Văn Bền | |   |

### Chính trường
Trương Văn Bền được bầu làm hội viên của Đại hội đồng Kinh tế Lý tài Đông Dương (Grand Conseil des Intérêts économiques et financiers de l'Indochine) năm 1929. Cơ quan này được thành lập năm 1928 để nghiên cứu và giải quyết các vấn đề liên quan đến kinh tế và tài chính ở Đông Dương với đại diện của Lào, Campuchia, Trung kỳ, Bắc kỳ và Nam kỳ.
Trong các hoạt động ở Đại hội đồng, Trương Văn Bền có nhiều đóng góp sửa đổi các chính sách nhằm thúc đẩy phát triển kinh tế và bảo vệ quyền lợi người dân bản xứ.
Năm 1938, ông vận động và bỏ phiếu thông qua một nghị định về phát triển thủy lợi ở Nam kỳ với số phiếu 25-5.
Năm 1939, ông phát biểu phản đối một đạo luật của chính quyền thuộc địa nhằm hạn chế và quản lý chặt việc sử dụng thuốc cổ truyền trong quần chúng. Ông nói trước Đại hội đồng rằng các công dân bảo hộ và nhiều nhân vật người An Nam thuộc nhiều thành phần khác nhau đã không được hỏi ý kiến trước khi có quyết định và đòi hỏi là đạo luật bị đình chỉ, chờ sự thành lập một ủy ban để quản lý vấn đề thuốc ta cổ truyền và thuốc tây một cách hợp lý và hài hòa.
Sau năm 1948, Trương Văn Bền rời Việt Nam và sống tại Paris. Ông trở thành hội viên của Phòng thương mại Quốc tế (International Chamber of Commerce) và đi chu du khắp nơi trên thế giới. Ông viết hồi ký và mất ở Paris năm 1956, thọ 73 tuổi.

## Gia thế
Trương Văn Bền có nhiều con, cả trai lẫn gái.
Một trong những người con của ông là Trương Khắc Trí, từng là chủ tịch Việt Nam Công thương Ngân hàng, thành lập năm 1953 tại Sài Gòn, và tổng giám đốc công ty xà bông Việt Nam từ 1959 tới 1965.
Một người con trai khác, ông Trương Khắc Huệ, tốt nghiệp đại học hóa học ở Marseille, trở về làm việc ở Công ty Trương Văn Bền với cương vị giám đốc kỹ thuật 1945 - 1965 và tổng giám đốc từ 1965 - 1970. Ông Huệ cũng là hội trưởng nghiệp đoàn kỹ nghệ dầu và xà bông miền Nam Việt Nam (1965 - 1975) và là tổng thư ký Tổng đoàn Công ty kỹ nghệ Việt Nam (1969 - 1975).
Người con trai út, ông Trương Khắc Cần, quản lý công ty từ năm 1970 tới 1975.